# Абу Тураб Шишани
Абу Тураб Шишани (настоящие имя и фамилия — Зураб Алханашвили, 1971 г. р., село Омало, Панкисское ущелье) — один из военных амиров (военных командиров) чеченских моджахедов на территории Сирии в ходе гражданской войны, один из сооснователей и 2-й военной амир джихадистской фракции «Джунуд аш-Шам». Заместитель амира «Джунуд аш-Шам» Муслима Шишани. Получил известность под именем Абу Тураб Шишани (араб. أبو تراب الشيشاني, Абу Тураб Чеченский‎).

## Биография

### Происхождение
Зураб Алханашвили родился в 1971 году в селе Омало в Панкисском ущелье Грузинской ССР, где компактно проживают чеченцы-кистинцы, переселившиеся туда во время российско-кавказских войн. По национальности чеченец.

### Гражданская война в Сирии
В 2013 году Зураб Алханашвили отправился в Сирию для участия в гражданской войне на стороне сирийской оппозиции, возглавляемой суннитскими боевиками. Является одним из сооснователей и лидеров джихадистской организации «Джунуд аш-Шам». С момента основания этой фракции Алханашвили занимал в ней должность заместителя главного амира Муслима Шишани. 
После того, как военный амир Абу Бакр Шишани (также уроженец Панкисского ущелья) вместе со своими сторонниками отделился от «Джунуд аш-Шам» и сформировал свой собственный отряд «Сайф аш-Шам», Абу Тураб Шишани, наряду с должностью заместителя, также занял должность главного военного амира в организации. Тураб по-арабски означает пыль. 
Именно под руководством Абу Тураба джихадисты группировки «Джунуд аш-Шам» участвовали в захвате сирийского города Кассаб, где, по информации, распространённой в СМИ, было убито несколько десятков армян. 
Абу Тураб Шишани выступил с речью на чеченском языке на склоне холма Таббас недалеко от города Кассаб в провинции Латакия. Также он появился рядом с Муслимом Шишани на кадрах, снятых после захвата позиций сирийских войск в провинции Латакия.
Абу Тураб также участвовал в наступлении и в захвате боевиками города Джиср-эш-Шугур в провинции Идлиб.